# Lawrence J. Henderson
Lawrence Joseph Henderson (* 3. Juni 1878 in Lynn, Massachusetts, USA; † 10. Februar 1942 in Cambridge) war ein US-amerikanischer Chemiker und Biologe.

## Leben
Lawrence J. Henderson machte 1898 seinen Abschluss am Harvard-College. Nach dem Ende des Medizinstudiums 1902 ging er für zwei Jahre an die Universität Straßburg, wo er bei Franz Hofmeister als Postdoc arbeitete. Von 1904 bis 1942 war er an der Harvard-Universität beschäftigt, unter anderem als Professor für biologische Chemie (1919–1934) und Professor für Chemie (1934–1942). 1924 gründete er gemeinsam mit George Sarton die History of Science Society (HSS). 1927 gründete er das Fatigue Laboratory für physiologische und soziologische Forschung an Ermüdung/Erschöpfung.
1912 wurde Henderson in die American Academy of Arts and Sciences gewählt, 1919 in die National Academy of Sciences und 1921 in die American Philosophical Society. Im Jahr 1932 wurde er zum Mitglied der Leopoldina gewählt.

## Sein Werk
Seine Forschungen auf dem Gebiet der körpereigenen Puffersysteme und der Säure-Basen-Regulation (Säure-Basen-Haushalt) führten zur Henderson-Hasselbalch-Gleichung. In seinem klassischen Werk „The Fitness of the Environment“ (1913) studierte er die Eignung der Umwelt für das Leben. 
Es war eines der ersten Bücher, das sich mit der Feinabstimmung im Universum beschäftigt. Henderson erörtert die Bedeutung des Wassers und der Umwelt für das Leben und weist darauf hin, dass das Leben, wie es auf der Erde existiert, von den sehr speziellen Umweltbedingungen der Erde abhängt, insbesondere den Eigenschaften des Wassers.
Anschließend entwickelte er eine teleologische und holistische Auffassung von der Ordnung der Natur (The Order of Nature, 1917). In seinem Buch „Blood“ (1928) zeigte er anhand von mathematischen und graphischen Darstellungen (Nomogramme), dass das Blut ein System darstellt. Henderson nahm ein physikalisch-chemisches System an. Er schlussfolgerte, dass das Blut eine angepasste innere Umwelt für den Körper darstellt. Schließlich wendete er Paretos Begriff „soziales System“ in veränderter allgemeiner Form in der Soziologie an.
Ihm zu Ehren verleiht das Department of Molecular and Cellular Biology der Harvard-Universität jedes Jahr den Lawrence J. Henderson Prize.

## Veröffentlichungen
- The Fitness of the Environment. New York 1913.
- The Order of Nature. Cambridge (Mass.) / London 1917.
- Blood: A Study in General Physiology. New Haven / London 1928.
- Pareto’s General Sociology. Cambridge (Mass.) 1935.